# Dieter Appelt
Dieter Appelt (Niemegk, Brandeburgo, 3 de marzo de 1935) es un fotógrafo, músico y artista multidisciplinar alemán.

## Biografía
Inicialmente Dieter Appelt se decantó por los estudios de Música y Canto, que realizó en la Hochschule für Musik und Theater Felix Mendelssohn Bartholdy“ de Leipzig y en la Escuela Superior de Música Hanns Eisler“, en Berlín Este. Como profesores de composición tuvo a profesores de la talla de Arnold Schönberg, Anton Webern, Alban Berg y Leoš Janáček. 
En el año 1959 se estableció en Berlín Oeste y comenzó su formación como fotógrafo, hasta 1964, en la Universidad de Arte con Heinz Hajek-Halke como profesor.
Entretanto también continuó con su dedicación al canto, titulándose en 1961 y formando parte del coro de la Ópera de Berlín. Durante unos años, paralelamente a lo anterior, trabajó como fotógrafo, pintor y escultor.
En 1970 una gira con el conjunto de la ópera le llevó a Japón, donde representaron Moisés y Aarón, del compositor austriaco Arnold Schönberg durante varios meses en diferentes ciudades del país como Tokio, Osaka, Kioto y Nara. 
Su primera exposición a realizó en 1974 en la misma Ópera de Berlín, donde trabajaba. Continuó en este coro hasta 1979, momento en el que ya pasó a dedicarse exclusivamente a las artes visuales.
Durante una estancia en la isla italiana de Monte Isola en 1976 realizó interesantes experimentos fotográficos con su propio cuerpo, que cubría con yeso, arcilla y gasas. Este tipo de técnicas, que habitualmente usa sobre el cuerpo humano, intentan crear impacto.
Desde un primer momento se decidió por la fotografía en blanco y negro por medio de una cámara de placas, algo realmente desacostumbrado en esta época y mucho más trabajoso e incómodo que los métodos usados por sus contemporáneos.
Posteriores trabajos le llevaron en los años 80 a Francia, Italia y México y en la década de los 90 a Canadá y Estados Unidos.
Sus obras han ido derivando cada vez más a la abstracción en esa época.
Hoy en día Dieter Appelt vive y trabaja en Berlín y es miembro de la Academia de Bellas Artes de Berlín y de la comisión de expertos del Museo de Fotografía de Berlín.

## Labor pedagógica
En 1982 Dieter Appelt fue contratado como profesor de Cine, vídeo y fotografía por la Escuela de Bellas Artes de Berlín
Entre 1988 y 1990 comisarió la exposición  Zwischen Schwarz und Weiß (Entre el blanco y negro) en la Asociación Artística Nuevo Berlín.

## Premios y reconocimientos
- 2005. Premio del Museo de Arte Akron
- 1999. Medalla David Octavius Hill de la Academia Alemana de la Fotografía
- 1999. Premio de Arte de la ciudad de Leinfelden-Echterdingen
- 1999. Invitación a la Bienal de Venecia
- 1994. El Instituto de Arte de Chicago le dedica una exposición retrospectiva que posteriormente también se exhibe en Quebec, Nueva York, Nueva Orleans y Berlín.

## Museos e instituciones en los que tiene obra (selección)
- Galería Berlinesa
- Galería Nacional de Berlín.
- Colección Walther de Nuevo Ulm (Baviera)
- Sinclair-Haus de Bad Homburg vor der Höhe de Saarbrücken.
- Museo de Saarland de Saarbrücken.
- Museo de Arte de Harvard en Cambridge (Massachusetts).
- Museo de Arte Moderno de Nueva York.
- Victoria and Albert Museum de Londres.
- Museo de Arte Contemporáneo de Barcelona (MACBA).[4]
- Musée National d’Art Moderne de Paris
- Musée d’Art Moderne et Contemporain de Strasbourg, de Estrasburgo.
- Musée de l’Elysée de Lausanna (Suiza).
- Museo Stedelijk, de Gante

## Exposiciones individuales (selección)
- 1994: Art Institute of Chicago, Chicago[5]
- 1995: Musée national des beaux-arts du Québec, Quebec
- 1995: Contemporary Arts Center, Nueva Orleans
- 1995: Museo Guggenheim Nueva York, Nueva York[6]
- 1996: Foro Cultural de Berlín, Berlín
- 1999: Akademie der Künste, Berlín
- 2000: Museo Stedelijk, de Gante
- 2000: Saarlandmuseum, Saarbrücken
- 2005: Centro Canadiense de Arquitectura, Montreal
- 2007: Museu Réattu de Arlés.

## Exposiciones colectivas (selección)
- 1994. Tinieblas. Espacio de Arte Contemporáneo de Castellón[7]
- 1991. Visión y Presencia. Con Javier Vallhonrat. Sala de Cultura Sanostra de Palma de Mallorca[8]